# حاجی مستان
آکویب حسین (انگلیسی: Aaquib Hussain; ۱ مارس ۱۹۲۶ – ۹ مهٔ ۱۹۹۴) که در هند با نام‌های حاجی حسین ، حاجی مستان، باوا و سلطان شناخته می‌شود، یک تاجر، تهیه‌کننده فیلم، سیاست‌مدار، مجرم و قاچاقچی اهل هند و از مسلمانان تامیلی بود.

فیلم روزی روزگاری در بمبئی درباره‌ی او و داوود ابراهیم دو خلافکار مشهور هند ساخته‌شده‌است.